# Xenops
Xenops är ett fågelsläkte i familjen ugnfåglar inom ordningen tättingar: Släktet omfattar numera vanligen fem arter som förekommer från sydöstra Mexiko till norra Argentina:
- Smalnäbbad uppnäbb (X. tenuirostris)
- Nordlig uppnäbb (X. mexicanus)
- Amazonuppnäbb (X. genibarbis)
- Vitstrupig uppnäbb (X. minutus)
- Strimmig uppnäbb (X. rutilans)

Arten med det nuvarande namnet rödstjärtad trädlöpare (Microxenops milleri) inkluderades tidigare i Xenops men är inte nära släkt.